# Anna Pštrossová-Kupková
Anna Pštrossová-Kupková, též Anna Kupková, či Anna Edle von Pštross-Kupka (16. května 1848, Vídeň – 3. ledna 1903, Praha) byla mezzosopranistka, pěvkyně Královského českého zemského divadla v Praze, majitelka a ředitelka pěvecké a operní školy.

## Životopis
Dcera Matěje Kupky a Marie rozené Dostálové se narodila ve Vídni 16. května 1848 a zde studovala zpěv na konzervatoři u A. Passy-Cornetové, v Praze pak v ústavu Františka Pivody.
V Královském českém zemském divadle vystoupila v úloze Zerliny v Mozartově Donu Juanovi (1868) a v roli Siebla v Gounodově opeře Faust a Markéta. Ačkoliv neměla profesionální zkušenosti, byla okamžitě přijata pro role mladších subret, roku 1873 v roli Mařenky ve Smetanově Prodané nevěstě. V českém prozatímním divadle působila do roku 1879. Roku 1884 vystoupila ještě jako Mařenka a Valentina v Hugenotech.
Roku 1873 se ve Vídni vdala za Jaroslava rytíře ze Pštrossů (1850 – 1913), majitele továrny na kůže, pozdějšího člena pražského zastupitelstva a syna pražského purkmistra Františka Václava Pštrosse.
Roku 1886 založila svou pěveckou a operní školu „Gesangs – und Opernschule der Frau Anna von Pštrossová-Kupková“ a zůstala její majitelkou a ředitelkou. Ve své koncertní činnosti interpretovala díla Z. Fibicha, V. Hřímalého, či K. Bendla. Účastnila se mnoha dobročinných hudebních podniků a spolků a věnovala se i oratornímu zpěvu. Recenzi úspěšného vystoupení jejích žákyň ve velkém sále na Žofíně z roku 1900 přinesl deník Politik.
Zemřela 2. 1. 1903, pochována je v hrobce rodiny Pštrossů na Olšanských hřbitovech.